# Słowiki Stare
Słowiki Stare (do końca 2017 roku Stare Słowiki) – wieś sołecka w Polsce położona w województwie mazowieckim, w powiecie kozienickim, w gminie Sieciechów.
| SIMC    | Nazwa       | Rodzaj    |
| ------- | ----------- | --------- |
| 0636100 | Leśna Rzeka | część wsi |

W latach 1975–1998 miejscowość administracyjnie należała do województwa radomskiego.